# Ukraine beim Eurovision Young Musicians
Übertragende Rundfunkanstalt

Erste Teilnahme
2008
Bisher letzte Teilnahme
2012 (2020 geplant)
Anzahl der Teilnahmen
2
Höchste Platzierung
k. A.
Dieser Artikel befasst sich mit der Geschichte der Ukraine als Teilnehmer des Wettbewerbs Eurovision Young Musicians.

## Regelmäßigkeit der Teilnahme und Erfolg im Wettbewerb
Die Ukraine nahm erstmals 2008 am Wettbewerb teil. Die Pianistin Anna Fedorova schied jedoch bereits im Halbfinale aus.
2014 zog sich der zuständige Sender Natsionalna Telekompanija Ukraïny (NTU) vom Wettbewerb zurück. Am 17. Februar 2020 wurde bekannt, dass die Ukraine zum Wettbewerb zurückkehren sollte. Jedoch konnte der Wettbewerb aufgrund der  Covid-19-Pandemie nicht stattfinden. Seitdem hat sich NTU nicht mehr bezüglich einer Teilnahme geäußert.

## Liste der Beiträge
Farblegende: – 1. Platz. – 2. Platz. – 3. Platz. – ausgeschieden im Halbfinale/in der Qualifikation. – keine Teilnahme/nicht qualifiziert.
| Jahr           | Interpret                                        | Instrument                                       | Stücke | Platz Finale                                     | Platz Halbfinale                                 | Nationale Vorentscheidung |
| -------------- | ------------------------------------------------ | ------------------------------------------------ | --- | ------------------------------------------------ | ------------------------------------------------ | ------------------------- |
| 2008           | Anna Fedorova                                    | Klavier                                          | Sonata, Op. 57, I mv. von Ludwig van Beethoven Trois Valses Opus 70 N1 von Frédéric Chopin Trois Valses Opus 34 N3 von Frédéric Chopin | Ausgeschieden                                    | k. A. / 8                                        |                           |
| 2010           | Auf Teilnahme verzichtet                         | Auf Teilnahme verzichtet                         | Auf Teilnahme verzichtet | Auf Teilnahme verzichtet                         | Auf Teilnahme verzichtet                         | Auf Teilnahme verzichtet  |
| 2012           | Bohdan Iwasyk                                    | Violine                                          | Tzigane von Maurice Ravel Melody von Myroslaw Skoryk                                                                                   | Ausgeschieden                                    | k. A. / 6                                        |                           |
| 2014 2016 2018 | Auf Teilnahme verzichtet                         | Auf Teilnahme verzichtet                         | Auf Teilnahme verzichtet | Auf Teilnahme verzichtet                         | Auf Teilnahme verzichtet                         | Auf Teilnahme verzichtet  |
| 2020           | Absage wegen der COVID-19-Pandemie durch die EBU | Absage wegen der COVID-19-Pandemie durch die EBU | Absage wegen der COVID-19-Pandemie durch die EBU                                                                                       | Absage wegen der COVID-19-Pandemie durch die EBU | Absage wegen der COVID-19-Pandemie durch die EBU | interne Auswahl           |
| 2022 2024      | Auf Teilnahme verzichtet                         | Auf Teilnahme verzichtet                         | Auf Teilnahme verzichtet | Auf Teilnahme verzichtet                         | Auf Teilnahme verzichtet                         | Auf Teilnahme verzichtet  |